# Њуфаундленд
Њуфаундленд (енгл. Newfoundland, лат. Terra Nova), велико је острво на североисточној обали Северној Америци и најнасељенији део канадске провинције Њуфаундленд и Лабрадор. Острву Њуфаундленд (првобитно названо Terra Nova) је вероватно име дао Италијан Џон Кабот 1497, што је најстарији европски назив у Северној Америци. Провинција у којој се ово острво налазило звала се Њуфаундленд до 2001, када је преименована у  Њуфаундленд и Лабрадор  (поштанска скраћеница је промењена из NF у NL). Њуфаундленд је одвојен од полуострва Лабрадор пролазом Бел Ил, а од Острва Кејп Бретон Каботовим пролазом. Он затвара ушће реке Сен Лорен, стварајући Залив Сен Лоренс, највећи залив на свету. Најближи сусед Њуфаундленда је мала прекоморска заједница Свети Пјер и Микелон.
Површина острва је 108,860 km² и по томе је 16. по величини острво на свету. Њуфаундленд и придружена мала острва имају укупну површину од 111.390 квадратних километара. Главни град провинције Сент Џонс, основан је на југоисточном врху острва. Кејп Спиер, јужно од града је најисточнија тачка Канаде. Острво има око 485.000 становника. 
Становници Њуфаундленд изговарају „њу-фин-ленд“ или „њу-фан-ленд“. На Њуфаундленду се говори дијалектом енглеског језика познатом као „њуфаундлендски енглески“, дијалектом француског језика познатом као „њуфаундлендски француски“ и дијалектом ирског језика познатог као „њуфаундлендски ирски“. Према званичној статистици пописа становништва Канаде из 2006. године, 57% становника Њуфаундленда и Лабрадора је навело да су британског или ирског порекла, при чему 43,2% тврди да им је најмање један родитељ Енглез, 21,5% најмање један родитељ Ирац, а 7% најмање један родитељ шкотског порекла. Поред тога, 6,1% тврди да је бар један родитељ француског порекла. Укупна популација острва према попису из 2006. године износила је 479.105.

## Историја
Њуфаундленд је дуго био насељен домородачким народима културе Дорсета, Биотацима, који су говорили сада изумрли биотачки језик.
Острво је вероватно посетио исландски истраживач Лејф Ериксон у 11. веку, који је земљу на коју је наишао назвао „Винланд“. Прва потврђена посета била је од стране Нордијаца који су изградили привремену базу у Ланси Медоуз, нордијско насеље у близини најсевернијег врха Њуфаундленда (рт Норман), које је датирано на пре око 1000 година. Ово место се сматра јединим неоспорним доказом о претколумбовском контакту између Старог и Новог света, ако се не рачуна нордијско-инуитски контакт на Гренланду.
Сматрало се да је Појнт Роси, на југозападу Њуфаундленда, друго нордијско налазиште све док ископавања 2015. и 2016. нису открила никакве доказе о присуству Нордијаца.
Дана 5. августа 1583. године, Хамфри Гилберт је прогласио Њуфаундленд као прву прекоморска колонију Енглеске под Краљевском повељом краљице Елизабете I, чиме је званично успостављена претеча знатно каснијег Британског царства. Њуфаундленд се сматра најстаријом британском колонијом.
Имигранти су развили различите дијалекте повезане са насељавањем на острву: њуфаундлендски енглески, њуфаундлендски француски. У 19. веку је такође постојао дијалект ирског познат као њуфаундлендски ирски. Блиско сродан дијалекат шкотском гелском такође је говорен на острву током 19. и раног 20. века, посебно у области долине Кодрој, углавном међу досељеници са острва Кејп Бретон, Нова Шкотска. Гелска имена су одражавала повезаност са риболовом: на шкотском гелском острво се звало Eilean a' Trosg, дословно 'Острво бакалара'; Слично, ирски назив Talamh an Éisc значи 'Земља риба'.